# Henry Edwards (Regisseur)

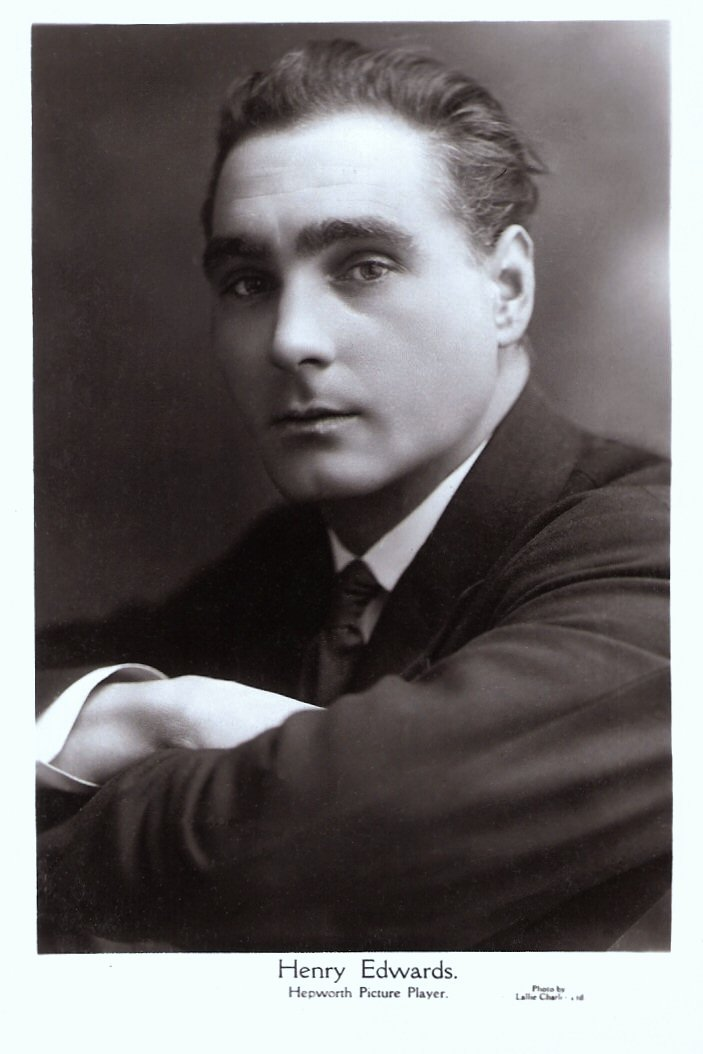
Henry Edwards

Henry Edwards; gebürtig Arthur Harold Ethelbert Edwards (* 18. September 1883 in Weston-super-Mare, Somerset, England; † 2. November 1952 in Chobham, Surrey, England) war ein britischer Schauspieler und Regisseur. Er gehört zu den wichtigsten britischen Filmschaffenden der 1910er- und 1920er-Jahre.

## Leben
Henry Edwards wurde als Arthur Harold Ethelbert Edwards geboren und begann seine Schauspielkarriere 1900 auf Provinzbühnen. In 15 Jahren Theaterarbeit als Schauspieler, Produzent und Autor brachte er es bis nach New York, wo er 1913 mit Ethel Barrymore auftrat.
Seine Filmkarriere begann 1915 mit der Leinwandversion seiner Bühnenrolle in The Man Who Stayed at Home unter der Regie von Cecil Hepworth. Sein Regiedebüt im Film hatte Edwards im selben Jahr mit A Welsh Singer. Für die folgenden 10 Jahre war er fest bei Hepworth angestellt und wurde mit Chrissie White, die er im Januar 1924 auch ehelichte, zum ersten britischen Leinwandpaar mit Starstatus stilisiert. Erfolgreich waren sie unter anderem in Hepworths Broken in the wars (1918), in dem auch Alma Taylor, ein weiterer Star des Studios, mitspielte.
1918 drehte Edwards den kurzen Kriegspropagandafilm Old Mother Hubbard, eine von mehreren Auftragswerken des neugeschaffenen britischen Informationsministerium. Seine Regiearbeiten gelten als innovativ für ihre Zeit, so drehte er 1923 mit Lily of the Alley einen Film, der ganz auf Zwischentitel verzichtet.
Mit dem Bankrott der Hepworth-Produktionsfirma zog sich Chrissie White aus dem Filmgeschäft zurück, Edwards arbeitete weiter und spielte bei der Firma Astra-National die Hauptrolle in Maurice Elveys The Flag Lieutenant (1926). Vom Erfolg des Films beflügelt gründete er 1927 mit Julius Hagen die W.P. Film Company und produzierte unabhängig in den Studios in Twickenham. Bis 1937 führte er selbst Regie in Low-Budget-Produktionen, es entstanden mehrere Remakes britischer Stummfilmerfolge. Danach trat er bis zu seinem Tod als Schauspieler in britischen Filmen auf.
Mit Chrissie White hat er die gemeinsame Tochter Henryetta Edwards, die in den 1950er-Jahren in einigen Filmen auftrat.

## Filmografie (Auswahl)

### Darsteller
- 1915: The Man Who Stayed at Home
- 1917: Merely Mrs. Stubbs
- 1920: The Amazing Quest of Mr. Ernest Bliss
- 1926: The Flag Lieutenant
- 1928: Zerbrochene Ehe (The Fake)
- 1928: Der Faschingskönig
- 1928: Angst
- 1928: Ein Mädel und drei Clowns
- 1946: Paganini (The Magic Bow)
- 1946: Achtung: Grün (Green for Danger)
- 1947: Das rettende Lied (Take My Life)
- 1948: Oliver Twist
- 1948: Der Frauenfeind (Woman Hater)
- 1950: So ist das Leben (Trio)
- 1951: Der wunderbare Flimmerkasten (The Magic Box)

### Regisseur
- 1915: A Welsh Singer
- 1916: East Is East
- 1917: Merely Mrs. Stubbs
- 1923: Lily of the Alley
- 1925: King of the Castle
- 1931: The Girl in the Night
- 1933: One Precious Year
- 1934: Lord Edgware Dies
- 1935: Scrooge
- 1935: Vintage Wine
- 1935: The Private Secretary
- 1937: The Vicar of Bray